# Folkeafstemningen om salg af Dansk Vestindien
Folkeafstemningen om salg af Dansk Vestindien var den første ikke-bindende folkeafstemning i Danmark. Den drejede sig om, hvorvidt De dansk-vestindiske øer skulle sælges til USA for 25 millioner dollar i guld. I 2014 svarer det ca. til en købekraft på 463 mio. $ eller omkring 2,5 mia. kr. Afstemningen blev afholdt 14. december 1916 og var det første valg hvor kvinder kunne stemme efter ændringen i Danmarks Riges Grundlov året før, der dog endnu ikke var trådt i kraft. 283.000 stemte for et salg og 158.000 stemte imod.
Valgdeltagelsen var kun på 37.4%. 64.2% stemte for 35.8% imod. Nejsiden havde flertal i Gentofte Kommune og Hjørring Amt.
Indbyggerne i Dansk Vestindien havde ikke stemmeret, men ved to uofficielle afstemninger på Sankt Croix, arrangeret af David Hamilton Jackson, stemte i alt 4.027 for et salg og syv imod.
Øerne blev formelt overleveret til USA den 31. marts 1917 og omdøbt til U.S. Virgin Islands.